# Parroquia de San Nicolás de Tolentino (Terrenate)
La iglesia de San Nicolás de Tolentino es el templo parroquial de la cabecera municipal de Terrenate, Tlaxcala, en México.
Está dedicado a la advocación de San Nicolás de Tolentino, patrono de la población. Su fiesta se celebra cada año el 10 de septiembre.

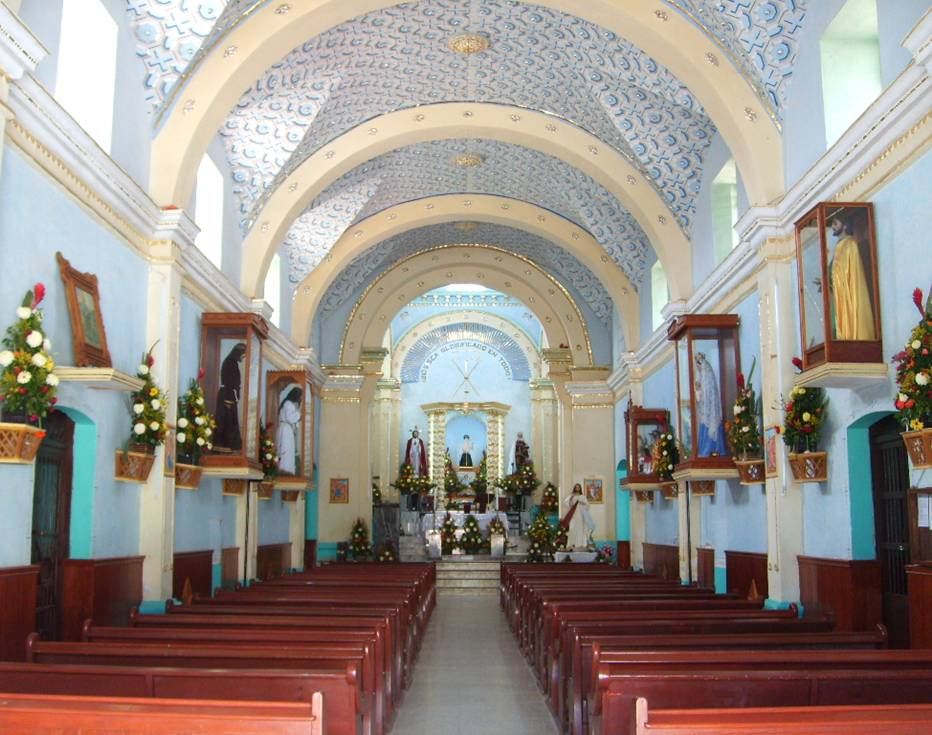
Interior de la parroquia de San Nicolás de Tolentino.

La erección de este templo se remonta al siglo XVII, puesto que el archivo parroquial data del año 1655, edificada por la orden de los agustinos que evangelizaron esta región del territorio del estado de Tlaxcala. Fuentes escritas dan noticia de que en algún momento su administración llegó a depender del convento de San Francisco de Asís, en Huamantla. 

## Construcción
De este edificio, construido todo en piedra, llama la atención el grosor de sus muros, de 1 metro de espesor. El templo, de gran austeridad arquitectónica y modesto en sus proporciones, es de una sola nave, cubierta de bóveda de cañón con lunetos, y planta de cruz latina.
Posee dos capillas anexas a los costados, una dedicada a la Virgen de Guadalupe y la otra al Señor de la Misericordia, que tiene la función de sagrario, además de un bautisterio de planta octagonal.
La cúpula de planta circular, se eleva sobre el presbiterio, en el cual se encuentra el altar que contiene la imagen del santo patrono. 
La fachada es sencilla, de dos cuerpos de aplanado de argamasa, carente de portada. En ella hay una hornacina bajo un ventanal con una pequeña efigie del santo patrono, además de 8 nichos vacíos sin imágenes u ornamentación alguna. 
Las dos torres, adornadas por sencillas pilastras de capitel corintio, tienen cupulines revestidos de azulejos, rematadas cada una con una cruz de hierro.
La torre del lado norte, es la reconstrucción de la original que se derrumbó debido a una desatada explosión accidental de fuegos pirotécnicos el 12 de diciembre de 1961, durante la celebración de una misa. Cada una de las torres, idénticas en diseño, posee una campana.

## Historia

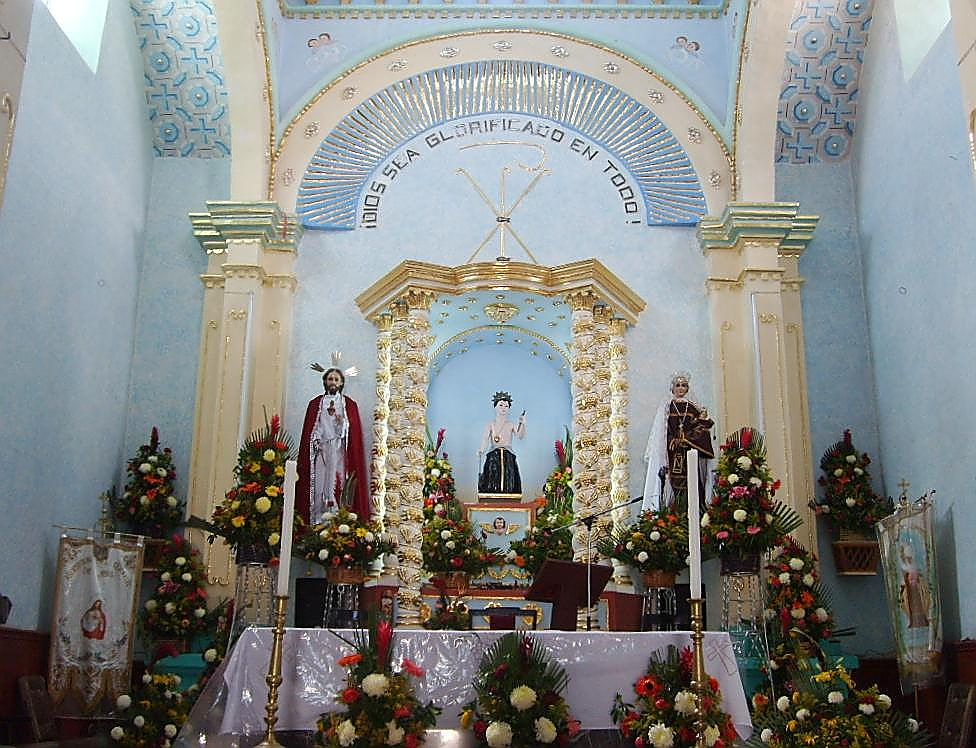
Altar con la imagen del santo patrono al centro.

La imagen del santo patrono que se venera, se dice que fue hallada en una colina distante a 5 kilómetros del actual templo, en un lugar que hoy se le conoce como La Ermita, al cual se realizan cada año dos visitas llevando la imagen titular en procesión para realizar una misa y volver al templo.
Fue entonces que, debido al difícil acceso a este lugar por sinuosas veredas ascendentes, rodeado de bosque y zonas pedregosas, para rendir culto a la imagen se emprendió la construcción de su templo en la entonces villa habitada por pobladores otomíes y nahuas denominada Tlallicitlalli, nombre antiguo del ahora poblado de San Nicolás Terrenate, cuyo vocablo en náhuatl significa "Tierra de estrellas".

## Festividad
La fiesta principal es el 10 de septiembre, día en que la imagen de San Nicolás de Tolentino es sacada a partir de la madrugada a recorrer las calles de la población adornadas con tapetes de arena y aserrín, acompañado de una procesión en la que participan los habitantes de la población y una banda musical, visitando las tres capillas de la localidad.
Al mediodía, se congregan en el templo los peregrinos que han hecho su recorrido ida y vuelta hacia la Basílica de Guadalupe, trayendo la denominada antorcha o fuego Guadalupano. Por la noche, se queman fuegos pirotécnicos, y en las inmediaciones del templo se instalan juegos mecánicos. En el atrio se confeccionan algunas alfombras florales, desde el inicio de la fiesta que dura doce días, a partir del 31 de agosto.
Otras advocaciones importes veneradas en este templo son, aparte del titular, la Virgen de Guadalupe y el Señor de la Misericordia.